# Monte-Baldo-Hasenohr
Das Monte-Baldo-Hasenohr (Bupleurum baldense) ist eine Pflanzenart aus der Gattung Hasenohren (Bupleurum) innerhalb der Familie der Doldenblütler (Apiaceae).

## Beschreibung

### Vegetative Merkmale
Das Monte-Baldo-Hasenohr ist eine einjährige krautige Pflanze, die Wuchshöhen von 5 bis 70 Zentimetern erreicht. Sie ist zierlich, graugrün oder hellgrün und meist verzweigt.
Die wechselständig angeordneten Laubblätter sind schmal-lanzettlichen, drei- bis fünfnervigen und ganzrandig.

### Generative Merkmale
Die Blütezeit reicht April bis August. Die relativ kleinen doppeldoldigen Blütenstände bestehen aus nur drei bis acht Strahlen und besitzen eine auffällige Hülle und Hüllchen. Die Hüllblätter sind gelblich oder graugrün, lanzettlich, zugespitzt oder begrannt, am Rand häutig und sind mehr als halb so lang wie die längsten Doldenstrahlen. 
Die relativ kleinen Blüten sind zwittrig mit (doppelter) Blütenhülle. Die Kelchblätter sind nur undeutlich ausgebildet. Die fünf gelben Kronblätter sind ganzrandig und an der Spitze immer eingeschlagen oder eingerollt sowie an der Außenseite durch den vortretenden Mittelnerv gekielt. Es sind fünf Staubblätter vorhanden. Der Fruchtknoten ist unterständig und trägt zwei kurze Griffel. Die Teilfrucht der Spaltfrucht ist etwa 2 Millimeter groß.
Die Chromosomenzahl beträgt 2n = 16.

## Vorkommen
Bupleurum baldense kommt in Spanien, Andorra, Frankreich, auf den Balearen, auf Korsika, Sardinien, Sizilien, in Italien, Albanien, in Großbritannien und auf den Kanalinseln ursprünglich vor. Auf der Krim ist Bupleurum baldense ein Neophyt.
Bupleurum baldense gedeiht in offenen Grasfluren und an Ruderalstellen.

## Systematik
Die Erstveröffentlichung von Bupleurum baldense erfolgte 1764 durch Antonio Turra (1730–1796) in Giornale d'Italia spettante alla scienza naturale, e principalmente all'agricoltura, alle arti, ed al commercio. Venice, 1, Seite 120. Synonyme für Bupleurum baldense Turra sind: Bupleurum divaricatum Lam., Bupleurum variabile Bald., Bupleurum breviinvolucratum St.-Lag., Bupleurum diversifolium Rochel, Bupleurum heterophyllum Rochel, Bupleurum humile Vest ex Rchb., Bupleurum odontites Sm., Bupleurum pruinosum Cesati ex Boiss., Bupleurum ranunculoides Sibth. & Sm., Bupleurum rigidum Frey. ex Rchb., Bupleurum opacum (Ces.) Lange.
Eine verwandte Art ist Bupleurum gussonei (Arcang.) Snogerup & B.Snogerup. Sie
kommt im südlichen Italien vor und wurde früher auch als Unterart Bupleurum baldense subsp. gussonei (Arcang.) Tutin von Bupleurum baldense angesehen.